# Champigneul-Champagne

Champigneul-Champagne este o comună în departamentul Marne, Franța. În 2009 avea o populație de 282 de locuitori.